# Rumień wędrujący
Rumień wędrujący (łac. erythema migrans) – zmiana skórna występującą w miejscu lub w pobliżu ukąszenia, wkłucia kleszcza, charakterystyczny początkowy objaw boreliozy. Rumień jest pierwszą oznaką, że nastąpił kontakt z zarażonym kleszczem. Może mieć postać obrączkowatą, wolno rozchodzącą się obwodowo. Rumień może też przybierać inne postacie tworzące pęcherze i wybroczyny o nieregularnych kształtach, których cechą wspólną zawsze będzie rozrastanie się i długi czas zanikania. Może się czasem zdarzyć, że po kontakcie z zarażonym kleszczem rumień się nie pojawia. Rumieniowi może towarzyszyć miejscowy świąd lub pieczenie skóry, bóle mięśni i stawów, łatwe męczenie się, spadek koncentracji oraz inne objawy także ze strony układu nerwowego i serca. Należy różnicować go z innymi zmianami rumieniowymi (rumieniem obrączkowatym i trwałym polekowym) oraz nieswoistą reakcją na ukłucie kleszcza.